# Gelbhaubenspecht
Der Gelbhaubenspecht (Picus chlorolophus) ist eine Vogelart aus der Familie der Spechte (Picidae). Die kleine bis mittelgroße Spechtart besiedelt große Teile Süd- und Südostasiens und bewohnt ein breites Spektrum von Waldtypen sowie Savannen, Buschland und Plantagen bis hin zu Dorfgärten mit reichem Baumbestand. Die überwiegend in der unteren Baumschicht und auch an liegendem Totholz und auf dem Boden gesuchte Nahrung besteht vor allem aus Ameisen, Käfern und deren Larven und anderen Insektenlarven. Diese Spechte fressen auch Beeren und Nektar.
Die Art ist in ihrem Areal recht häufig bis lokal häufig und der Bestand gilt als stabil, der Gelbhaubenspecht wird von der IUCN daher als ungefährdet („least concern“) eingestuft.

## Beschreibung
Der Gelbhaubenspecht ähnelt dem in Mitteleuropa heimischen Grünspecht bezüglich der grünen Oberseite, die übrige, individuell wie geografisch sehr variable Färbung und der gesamte Habitus weichen jedoch stark ab. Es sind kleine bis mittelgroße Spechte mit ausgeprägter, struppiger Federhaube, einem steifen, langen Schwanz und einem recht langen, meißelförmig zugespitzten und an der Basis breiten Schnabel. Der Schnabelfirst ist nur ganz leicht nach unten gebogen. Die Körperlänge beträgt etwa 25–28 cm, das Gewicht 57–83 g. Sie sind damit nur wenig größer als ein Buntspecht und etwas leichter als dieser. Die Art zeigt hinsichtlich der Färbung einen nicht sehr auffallenden Geschlechtsdimorphismus, Weibchen sind außerdem etwas kleiner als Männchen.
Bei Männchen der Nominatform ist die gesamte Oberseite einschließlich Oberschwanzdecken, Oberflügeldecken und Schirmfedern grün mit einem goldgelben Ton, der Bürzel ist oft leuchtender gefärbt. Die Schwingen sind überwiegend dunkelbraun; die Außenfahnen der Armschwingen und der inneren Handschwingen sind rotbraun mit grünen Säumen. Alle Schwingen zeigen auf den Innenfahnen und die äußeren Handschwingen auch auf den Außenfahnen weiße, balkenähnliche Flecken. Die Schwanzoberseite ist schwärzlich, die äußeren Steuerfedern sind grün überhaucht. Die Brust ist graugrün bis dunkelgrün, die übrige Unterseite des Rumpfes einschließlich der Unterschwanzdecken zeigt auf schmutzig weißem Grund eine etwas diffuse oliv bis olivgraue oder bräunlich olive pfeilspitzenartige Zeichnung. Die Schwingenunterseiten sind auf bräunlichem, die Unterflügeldecken auf olivfarbenem Grund weißlich gebändert. Der Unterschwanz ist wie der Oberschwanz gefärbt, aber insgesamt blasser.
Stirn und Oberkopf sind grün, die grüne Partie ist an den Seiten und hinten locker durch rote Federspitzen gesäumt. Die zu einer Haube verlängerten Federn am Hinterkopf sind goldgelb oder orange, diese Gelbfärbung erstreckt sich bis auf den Nacken. Ohrdecken und Halsseiten sind olivgrün, am hinteren Augenrand befindet sich meist ein kleiner weißer Bereich. Die obere Zügelregion ist schwarz, ein weißlicher, mit oliv durchsetzter Streif zieht sich von der unteren Zügelregion bis zum Hinterrand der Ohrdecken. Der Bartstreif ist rot, meist sind auch hier einige grüne Federbasen sichtbar. Kinn und Kehle sind oliv bis gräulich und in variabler Stärke weißlich gestrichelt oder gebändert. 
Der Schnabel ist schwärzlich grau, die Basis des Unterschnabels ist heller und oft gelbgrün. Beine und Zehen sind gräulich grün. Die Iris ist rotbraun bis dunkelrot, der Augenring ist schiefergrau.
Beim Weibchen fehlt der rote Bartstreif; diese Partie ist wie der übrige Kopf olivgrün. Zudem ist die Rotfärbung am Oberkopf auf einen schmalen Fleck an dessen hinteren Seiten beschränkt.

## Lautäußerungen
Der häufigste Ruf ist ein lautes, etwas traurig klingendes, zweisilbiges „pee-äh“ oder „peee-ui“, wobei die erste Silbe betont wird. Häufig ist auch ein einzelnes „tschak“ zu hören, seltener eine Serie von bis zu zehn Lauten wie „kwee-kwee-kwee-kwee-kwee“. Bei Begegnungen mit Artgenossen des anderen Geschlechts sind leise, kichernde Rufe zu hören. Die Art trommelt nur selten.

## Verbreitung
Diese Spechtart besiedelt große Teile Süd- und Südostasiens. Das stark disjunkte Verbreitungsgebiet reicht in West-Ost-Richtung von den westlichen Vorbergen des Himalaya bei etwa 76° E bis zu den südchinesischen Provinzen Guangxi und Hainan. Nach Süden reicht das Areal bis zur Südspitze Indiens und bis Sri Lanka, weiter östlich bis in den Süden Myanmars und Vietnams und dann mit kleinen Verbreitungsinseln bis auf die zentrale Malaiische Halbinsel und in den Südwesten Sumatras. Die Größe des Gesamtverbreitungsgebietes ist nicht genau bekannt.

## Systematik
Die Art ist individuell wie geografisch sehr variabel, daher wurden zahlreiche Unterarten beschrieben. Winkler et al. erkennen 9 Unterarten an, die sich anhand ihrer Unterseitenfärbung in zwei Gruppen einteilen lassen. Drei Unterarten einschließlich der Nominatform zeigen dunkle Zeichnungen auf weißlichem Untergrund:
- Picus chlorolophus chlorolophus  Vieillot, 1818  – Osten Nepals nach Osten bis in den Norden Vietnams. Die Nominatform ist oben beschrieben. Unterart mit den leuchtendsten Farben auf der Oberseite und mit der größten gelben oder orangen Partie am Kopf.
- Picus c. simlae  Meinertzhagen, 1924  – Himachal Pradesh und Westen Nepals. Größte Unterart, Flügel- und Schwanzlänge größer als bei Nominatform. Oberseite weniger gelb und mehr grün, Hinterkopf mit weniger ausgedehnter oranger Partie.
- Picus c. annamensis  Meinertzhagen, 1924  – Südosten Thailands nach Osten bis in den Süden Vietnams. Kleiner als Nominatform. Oberseite dunkler grün. Rotfärbung auf Oberkopf ausgedehnter, Bauch und Flanken weißer. Die Unterseitenbänderung reicht bis auf die untere Brust, ist aber auf Bauch und Flanken undeutlicher.

Die folgenden sechs Unterarten zeigen auf der Rumpfunterseite helle Zeichnungen auf dunklem Untergrund:
- Picus c. chlorigaster  Jerdon, 1845  – Mittel- und Südindien. Kleiner als die drei vorher genannten Unterarten. Oberseite deutlich dunkler grün, Unterseite matt olivgrün mit schwacher, heller, bandähnlicher Fleckung auf Flanken und Bauch und hellen Flecken auf der Brust. Gesicht ohne weiße Zeichnungen, Rotfärbung des Oberkopfes ausgedehnter und Haube mit weniger gelb.
- Picus c. wellsi  Meinertzhagen, 1924  – Sri Lanka. Sehr ähnlich wie vorige Unterart, aber etwas dunkler, Rumpfunterseitenbänderung schwächer und Rotfärbung des Oberkopfes ebenso wie die rotbraune Färbung der Flügel ausgedehnter.
- Picus c. citrinocristatus  (Rickett, 1901)  – Region Tonking im Norden Vietnams und chinesische Provinz Fujian. Oberseite nur mit leichtem Gelbton, Unterseite aschgrau mit kaum wahrnehmbarem Grünton, der auf der Brust noch am deutlichsten ist, wenige helle Binden auf den Flanken. Weißlicher Wangenstreif, Rotfärbung des Bartstreifs bei Männchen kaum ausgeprägt.
- Picus c. longipennis  (Hartert, 1910)  – Chinesische Provinz Hainan. Sehr ähnlich wie vorige Unterart, aber etwas kleiner, Unterseite mit stärkerem Grünton und Flanken stärker gebändert.
- Picus c. rodgeri  (Hartert, 1910)  – Hochland der Malaiischen Halbinsel. Sehr ähnlich wie Picus c. chlorigaster, aber Unterseite stärker gebändert, deutlicher heller Wangenstreif, Rotfärbung auf Oberkopf weniger ausgedehnt und Haube mit leichtem Goldton.
- Picus c. vanheysti  (Robinson & Kloss, 1919)  – Südwesten Sumatras. Sehr ähnlich wie vorige Unterart, aber Oberseite etwas mehr gelb und Unterseite stärker grün und weniger grau.

Nach einer molekulargenetischen Untersuchung unter Einbeziehung von zehn der zwölf heute noch zur Gattung Picus gestellten Arten ist der sehr ähnliche Rotflügelspecht (Picus puniceus) die Schwesterart des Gelbhaubenspechts. Diese beiden Arten bilden wiederum das Schwestertaxon aller übrigen Vertreter der Gattung.

## Lebensraum
Gelbhaubenspechte bewohnen ein breites Spektrum von Waldtypen sowie Savannen, Buschland und Plantagen bis hin zu Dorfgärten mit reichem Baumbestand. Auf der Malaiischen Halbinsel und auf Sumatra ist die Art auf das Hügel- und Bergland in Höhenlagen zwischen 800 und 1400 m (Sumatra) bzw. oberhalb 900 m (Malaysia) beschränkt, dort ersetzt der Rotflügelspecht den Gelbhaubenspecht in niedrigeren Lagen. In Thailand, Vietnam und Sri Lanka kommt die Art vom Flachland bis in 1800 m Höhe vor, in Sikkim und Nepal bis 2100 m.

## Lebensweise und Ernährung
Gelbhaubenspechte werden einzeln, paarweise oder in kleinen Familienverbänden angetroffen und schließen sich auch häufig gemischten Vogeltrupps an. Sie sind recht lautfreudig und auffällig. Die Nahrungssuche erfolgt vor allem in der unteren Baumschicht an kleineren Bäumen oder im Unterwuchs und häufig an liegendem Totholz und toten Bäumen auf Windwurfflächen sowie auf dem Boden. An Bäumen werden vor allem Stämme und stärkere Äste abgesucht, Gelbhaubenspechte können aber auch an dünnen Ästen entlang klettern, um die Kartonnester von Ameisen der Gattung Crematogaster oder Blüten zu erreichen. Auf dem Boden wird auch in Kothaufen nach Insekten gesucht. Die Nahrung besteht vor allem aus Ameisen, Käfern und deren Larven und anderen Insektenlarven. Diese Spechte fressen auch Beeren und Nektar. Nahrungsobjekte werden überwiegend durch Sondieren und Ablesen erlangt; Hacken und Hämmern wird deutlich seltener beobachtet.

## Fortpflanzung
Die Brutzeit ist je nach Verbreitungsgebiet unterschiedlich, in Sri Lanka reicht sie von Februar bis Juli, in Sikkim von April bis Mai, in Myanmar von März bis Mai und in Malaysia von Februar bis Mai. Die Höhlen werden in toten Bäumen oder abgestorbenen Teilen lebender Bäume in Höhen von 2 bis 5 m angelegt, gelegentlich auch noch niedriger oder auch in 20 m Höhe. Die Gelege umfassen drei bis vier, selten fünf, im Süden des Areals nur ein bis zwei Eier. Beide Partner brüten und füttern die Jungvögel mit hervorgewürgter Nahrung.

## Bestand und Gefährdung
Angaben zur Größe des Weltbestandes sind nicht verfügbar. Die Art ist in ihrem Areal recht häufig bis lokal häufig und der Bestand gilt als stabil, der Gelbhaubenspecht wird von der IUCN daher als ungefährdet („least concern“) eingestuft.